# Cisse Aadan Abshir
Cisse Aadan Abshir, né le 1er juin 1986 à Mogadiscio en Somalie, est un footballeur international somalien. Il est attaquant.